# 10172 Humphreys
10172 Humphreys eller 1995 FW19 är en asteroid i huvudbältet som upptäcktes den 31 mars 1995 av Spacewatch vid Kitt Peak-observatoriet. Den är uppkallad efter den amerikanska astronomen Roberta M. Humphreys.
Asteroiden har en diameter på ungefär 10 kilometer och den tillhör asteroidgruppen Padua.